# Sea Girt
Sea Girt es un borough ubicado en el condado de Monmouth en el estado estadounidense de Nueva Jersey. En el año 2010 tenía una población de 1,828 habitantes y una densidad poblacional de 481 personas por km².

## Geografía
Sea Girt se encuentra ubicado en las coordenadas 40°07′45″N 74°02′02″O / 40.12917, -74.03389.

## Demografía
Según la Oficina del Censo en 2000 los ingresos medios por hogar en la localidad eran de $86,104 y los ingresos medios por familia eran $102,680. Los hombres tenían unos ingresos medios de $100,000 frente a los $46,667 para las mujeres. La renta per cápita para la localidad era de $63,871. Alrededor del 3.5% de la población estaba por debajo del umbral de pobreza.